# Seebacher Moos
Das Seebacher Moos ist ein ehemaliges Moorgebiet bei Seebach in der Gemeinde Hinzenbach in Oberösterreich.
In der Auenlandschaft längs des Seebaches gelegen, der in den Niederungen des Eferdinger Beckens in die Aschach fließt, lag früher ein nur eingeschränkt zugängliches Sumpfgebiet, das später durch Rodung und Entwässerung urbar gemacht wurde. Im 19. und 20. Jahrhundert wurde die Hydrologie des Moors durch die Donauregulierung und die errichteten Kraftwerke an der Donau weiter nachhaltig verändert und Teile des Mooses auch ausgebaggert.

## Grabmal von Stefan Fadinger

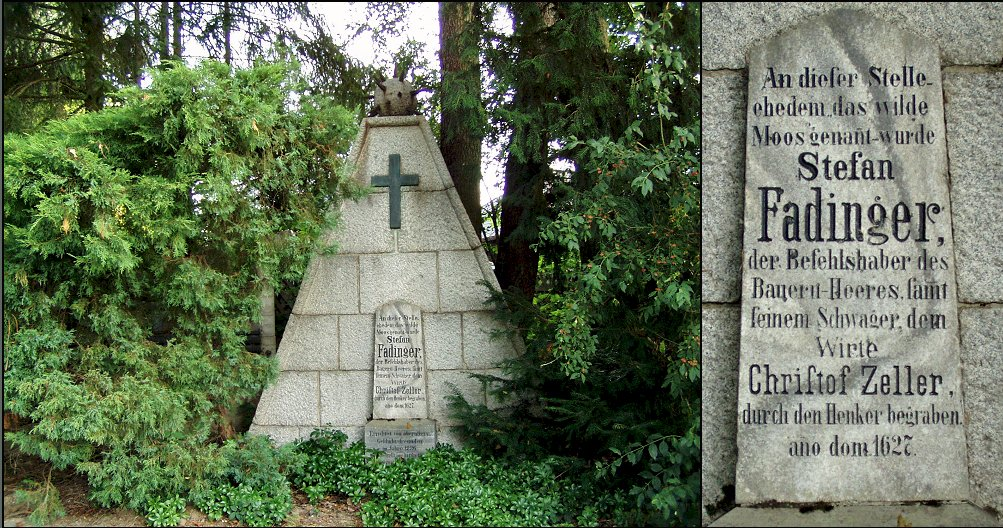
Grabmal von Stefan Fadinger und Christoph Zeller

Die Leichen der während der Belagerung von Linz zur Jahresmitte 1626 tödlich verwundeten Freiheitskämpfer Stefan Fadinger und Christoph Zeller wurden zunächst auf dem Eferdinger Friedhof bestattet, aber auf Befehl des bayerischen Statthalters Adam von Herberstorff am 7. Mai 1627 ausgegraben und an einer unwirtlichen Stelle im Moos nächst dem Dorf Seebach verscharrt, um den Toten nicht die Friedhofsruhe zu gönnen. Über dieser Stelle wurde ein Galgen „zu ihrem ewigen schändlichen Nachgedenken“ errichtet. Heute steht an dieser Stelle ein Grabmal.